# Karlštejn (zámek)
Karlštejn je původně lovecký zámek postavený v letech 1770 až 1775 ve stylu středoevropské architektury pozdního baroka, s trojkřídlým zámeckým pavilonem a samostatně stojícími hospodářskými budovami, také označován jako rokokový, od roku 1958 kulturní památka v sídelní lokalitě Karlštejn, části obce Svratouch, v rámci administrativně správním v okrese Chrudim náležejícím do Pardubického kraje na území České republiky.
Zámek je vybudován na jihozápadním okraji terénní plošiny v nadmořské výšce 780 m, ve vrcholové části kopce s výškovým bodem Karlštejn (784 m n. m.) v přírodní oblasti Žďárských vrchů. Jedná se o nejvýše položený zámek v Česku.
Zámecký objekt s budovami a nádvořím vykazuje přísnou souměrnost typickou pro architekturu v barokním slohu. Jednopatrový hlavní zámecký pavilon se dvěma přízemními křídly je čelem orientován přibližně k severovýchodu, odvrácená strana objektu nad strmým úbočím vrchu k jihozápadu, boční křídla s přístavbami zakončenými půlkruhovou vnější zdí pak k severozápadu a jihovýchodu.
V krajině nad Svratouchem byla vytvořena kompozice českého baroka se zámeckým areálem. Do zámeckého pavilonu je začleněna v přístavbě jihovýchodního zámeckého křídla původní malá sakrální stavba na místě postavená dříve – kaple sv. Jiljí se střešní kupolí a výškově dominantní věžičkou zvoničky se stříškou typu helmice, na níž je vztyčen křížek. Zámecké objekty charakterizují výrazné plastické tvary, omítané zdivo se světlými silnými maltovými pásy, vyznačujícími zděná pole s kontrastní vínově červenou barvou fasády.
Stavbu původního, tzv. lovčího zámku zadal hrabě Filip Kinský (1741–1827) z šlechtického rod Kinských, v jejichž majetku zůstal zámek do roku 1823, poté byl získán německým (bavorským) knížecím rodem Thurn-Taxis, po roce 1945 byl majetek zkonfiskován československým státem. Ve druhé polovině 20. století se v objektu  postupně vystřídalo více uživatelů, po roce 1989 se objekt dostal do soukromého vlastnictví. V letech 2014 až 2020 byl zámek renovován a od července 2020 je přístupný veřejnosti.

## Geografie

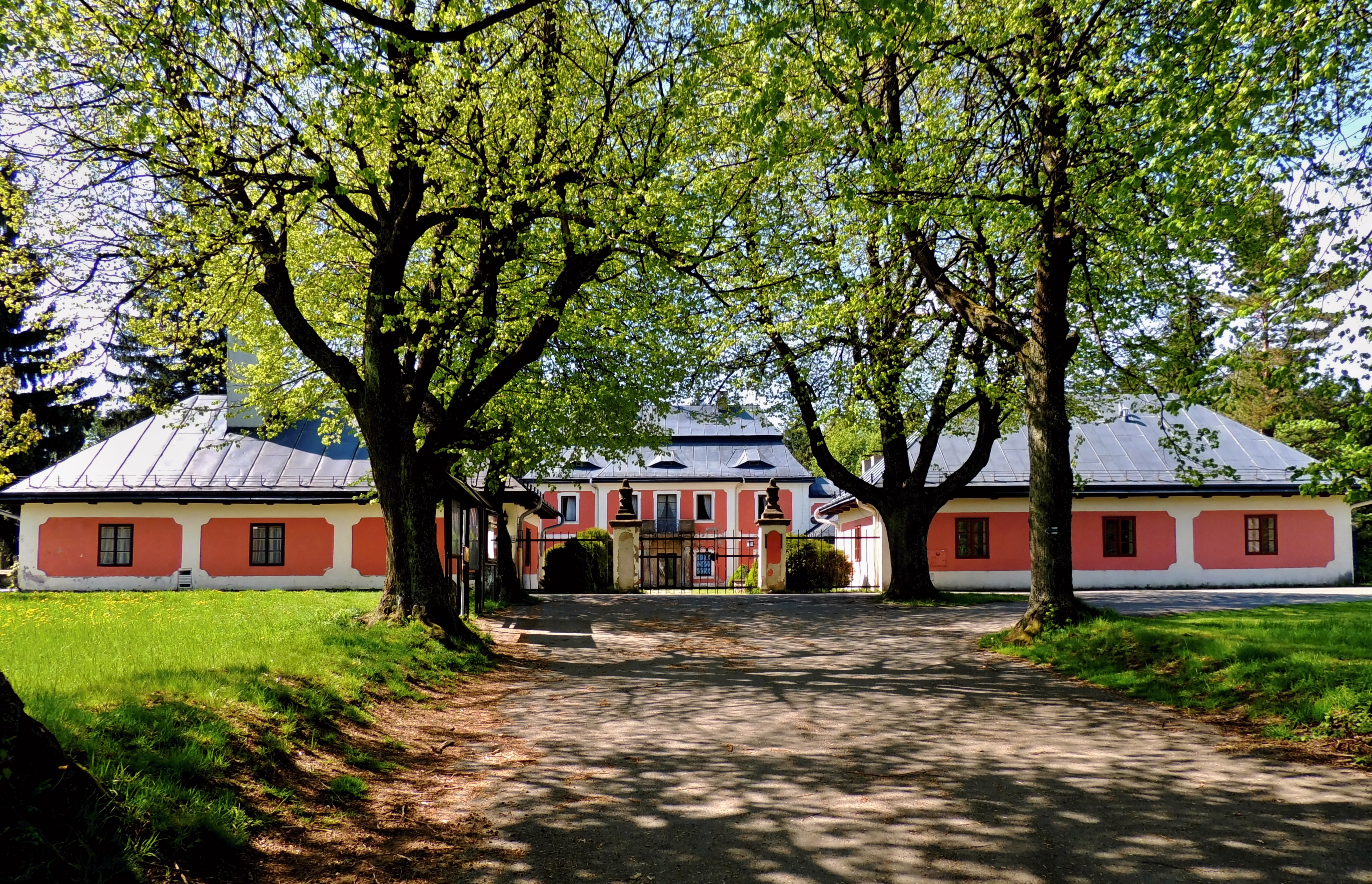
Krajinná kompozice českého baroka se zámeckým areálem nad Svratouchem (pohled od severovýchodu, rok 2014)

Zámecký areál se nachází na katastrálním území Svratouch, zhruba 2,1 km na jihovýchod (111°) od silnice II/354 v centrální části obce Svratouch, s odbočkou (rozcestník) na místní komunikaci vedoucí před zámecký objekt v sídelní lokalitě Karlštejn.
Přibližně ve stejné vzdálenosti východně od města Svratky, na náměstí 9. května rozcestník červeně značené turistické trasy k loveckému zámku Karlštejn, vedené svahem stejnojmenného vrchu, také okrajem golfového hřiště (Golf Club Svratka 1932).
Zámecký areál se nachází ve vrcholové části kopce nazývaného podle výškového bodu Karlštejn (784 m n. m.). Zhruba 1500 m severně od vrcholu probíhá rozvodí Černého a Severního moře. Lokalita je situována v geomorfologickém okrsku Borovský les a je součástí Chráněné krajinné oblasti Žďárské vrchy.
V prostorově souměrném architektonickém komplexu objektů zdůrazněné přesně osově umístěné zámecké pavilony a hospodářské budovy, čestný dvůr s cestami a napojením zámeckého areálu na okolní krajinu v romantickém prostředí (stromová alej, rybník, vodní prameny – studánky Zámecká, Hraběnčina, Knížecí, obory s lovnou zvěří – již zrušená jelení Stará obora a obora Karlštejn pro černou zvěř, lesní lokality se skalními výchozy – v současnosti přírodní památka Zkamenělý zámek (v 18. až 19. století nazývaná též Starý Karlštejn, přesněji uváděn Karštejn).

### Filmařská lokace
Zámecký areál bývá využit filmaři – byly zde natáčeny scény pro československý film Temno, pohádku O kominickém učni a dceři cukráře a také pro některé díly českého televizního seriálu Četnické humoresky.

## Historie

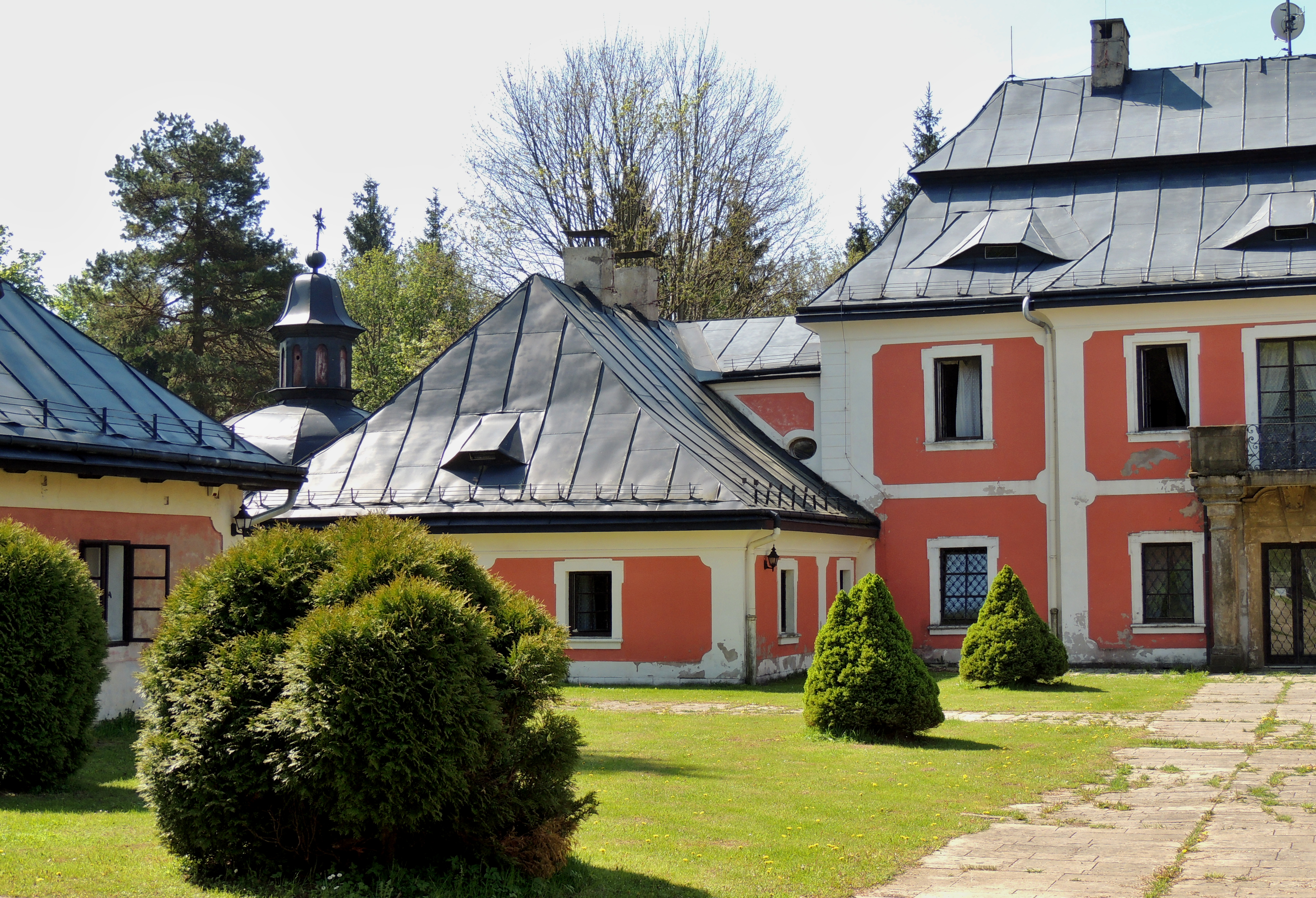
Část zámeckého areálu s jihovýchodním křídlem, nad kupolí jeho přístavby s kaplí zřetelná věžička zvoničky (pohled od vjezdové brány do nádvoří, rok 2014)

První stavbou v místě zámeckého areálu byla snad kaple sv. Jiljí, rok žehnání (benedikce) není znám, oltář svěcen v roce 1708 (pravděpodobně však do kaple přemístěn). Malou sakrální stavbu měla nechat vybudovat Františka Rosalie Beatrix (1684–1714), hraběnka rodu Berků z Dubé, která v roce 1706 zdědila rychmburské panství, jehož součástí byl kopec nad vesnicí Svratuch (dnes Svratouch). Zemřela jako bezdětná vdova (manžel Vilém Leopold ze Vchynic, rod Kinští, zemřel v roce 1709). Majetek po hraběnce Františce Rosalii Beatrix zdědil v roce 1714 její bratr Václav Albrecht, hrabě z Vrbna.
V roce 1718 koupil rychmburské panství Václav Norbert Oktavián ze Vchynic (1642–1719), panství se tak dostalo do vlastnictví rodu Kinských. V rámci dědických práv a také rodových zvyklostí postupně přešel na Marii Augustinu (1751–1763), předčasně zesnulou, následně na Filipa Kinského (1742–1827). Ten v roce 1770 zadal stavbu tzv. lovčího zámku a v roce 1776 byl zámecký areál dokončen (jiné zdroje uvádí již rok 1775).
Do zámeckého komplexu byla zabudována původní kaple sv. Jiljí (patron lesů aj.). Zámecké pavilony jsou v trojkřídlém uspořádání do tvaru podkovy, dominantní je jednopatrový střední pavilon s dvojitou valbovou střechou, ostatní objekty jsou přízemní (dvě samostatně stojící původně hospodářské budovy, také s konírnami). V roce 1784 byl na zámku zřízen úřad pro správu železných hutí, později sklářských hutí a dalších aktivit v oblasti (těžba dřeva, pěstování lnu, aj.).

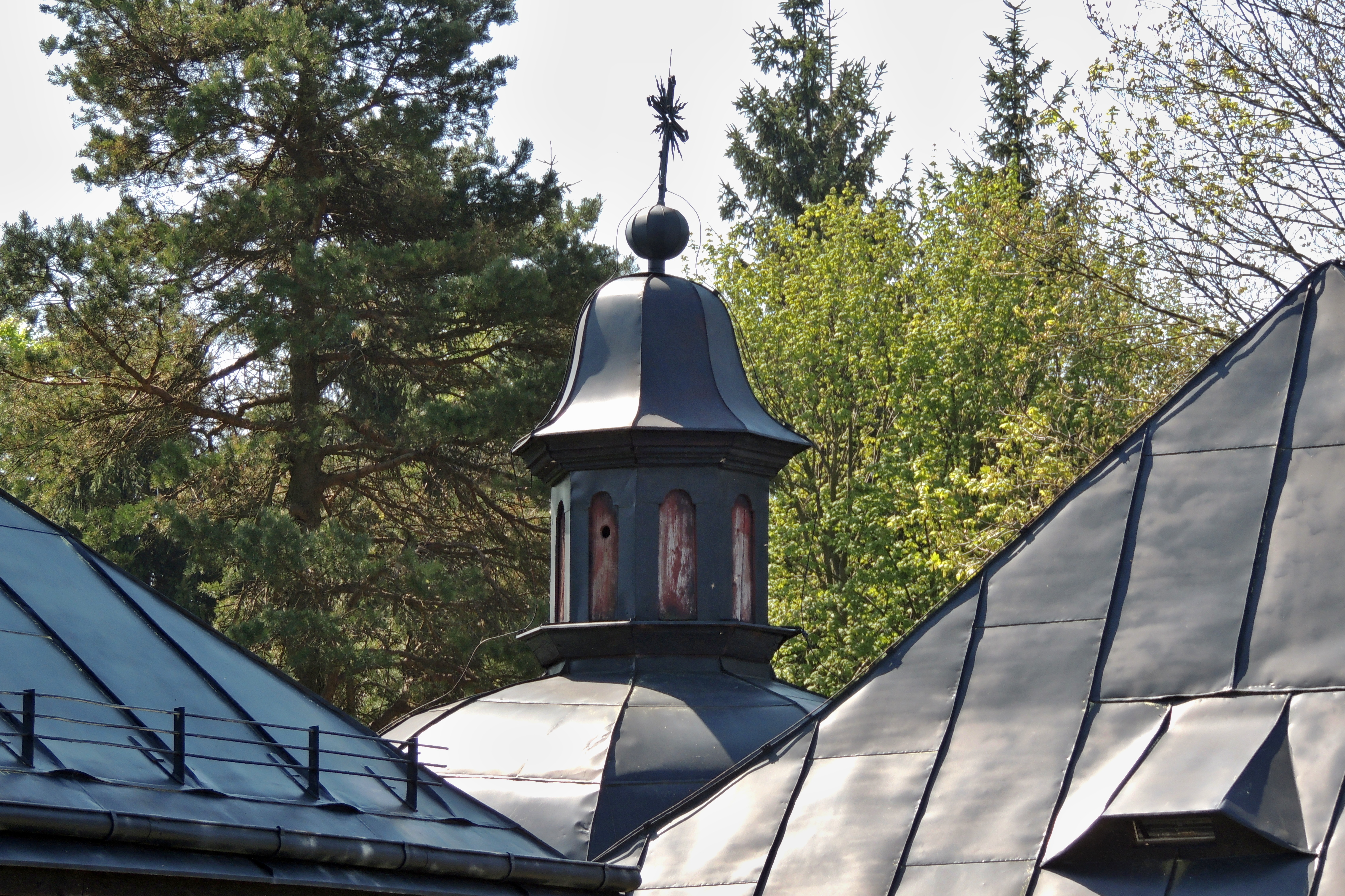
Věžička zabudovaná do střešní kupole nad kaplí, zvonička se stříškou v podobě helmice, na ní upevněn křížek (rok 2014)

Zámek sloužil také jako zázemí pro honitbu – v roce 1787 byly v lesních lokalitách na severovýchod od zámku zřízeny obory pro lovnou zvěř, k zámku náležela v lesích severně od Svratouchu tzv. Stará obora (nad Krounou) s jelení zvěří (zrušena v roce 1805) a ve směru k Čachnovu obora pro černou zvěř (zrušena v roce 1825).
Roku 1823 rychmburské panství včetně loveckého zámku Karlštejn koupil německý knížecí rod Thurn-Taxis, prvním majitelem byl Karel Alexandr (1770–1827), Zámek byl využíván pro účely správy okolních lesů až do konce druhé světové války, poté byl majetek zkonfiskován československým státem.
V roce 1958 se zámek stal chráněnou kulturní památkou a byl zařazen do památkového katalogu Národního památkového ústavu České republiky. V popisu nemovité kulturní památky z roku 1964 je zmíněn v kapli také dřevěný oltář s vyobrazením tří světců, sv. Jiljí, sv. Eustacha a sv. Huberta, svěcený roku 1708 opatem kláštera Hradiště na Moravě (zrušený 1784), v roce 1708 v klášteře opatem Norbert Želecký z Počenic (1649–1709).
Ve druhé polovině 20. století zámek střídal uživatele objektu, v krátkém časovém úseku například TJ Spartak Svratka a Klub československých turistů.
V období socialistického Československa zámek sloužil také k rekreačním účelům; postupně byl v majetku národních podniků Kras Brno a Oděvní podnik Prostějov, v letech 1967–1972 upravován podnikem pro rekreační a školící účely, po roce 1989 přešel do držení akciové společnosti OP Prostějov Profashion a v roce 2008 byl nabídnut k prodeji. Koupí přešel do vlastnictví akciové společnosti GLACIS FORTE, Praha. V letech 2014 až 2020 byly zámecké objekty stavebně renovovány, areál nově upraven a od 3. července 2020 zpřístupněn veřejnosti s poskytováním vybraných služeb.

## Popis

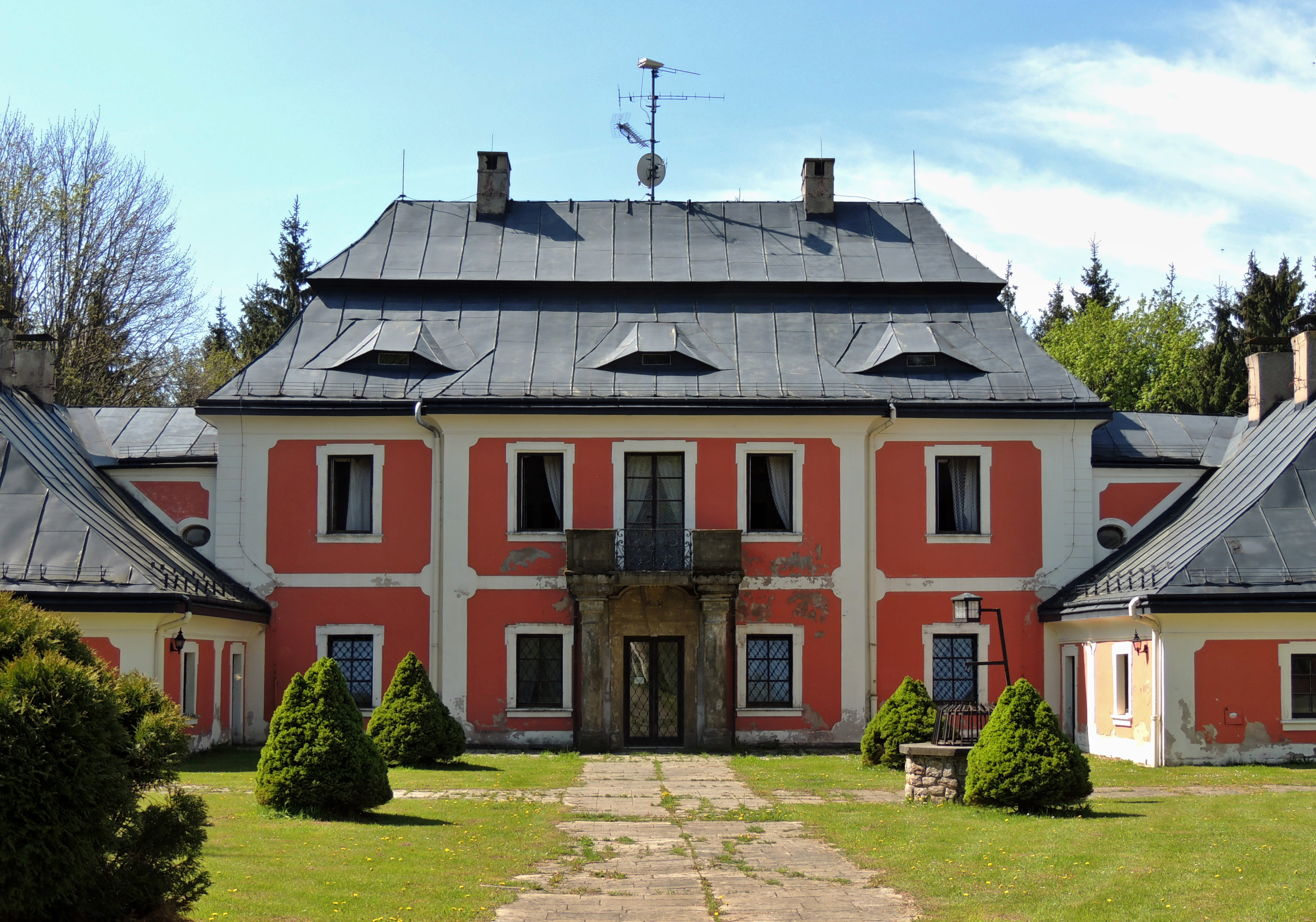
Jednopatrový střední zámecký pavilon, na průčelí tříosý rizalit, uprostřed hlavní vchod mezi sloupy s tzv. toskánskou hlavicí, nad nimi balkon (pohled z nádvoří, rok 2014)

Zámecké objekty a nádvoří v kompozici geometricky (osově) řešené, zámecké pavilony v trojkřídlé dispozici (tvar podkovy), zděné a přísně symetrické, typické pro barokní architekturu. Orientace zámeckého areálu a průčelí hlavního jednopatrového zámeckého pavilonu s tříosým rizalitem a dvojitou valbovou střechou přibližně k severovýchodu (25°).
Kolmo na podélnou osu hlavního zámeckého pavilonu tzv. čestný dvůr, v jihozápadní části jednopatrový střední zámecký pavilon, k němu přiléhají na severozápadě a jihovýchodě přízemní boční křídla – zámecké pavilony kratší stranou, na ně navazují již vně nádvoří přístavby s půlkruhovým zakončením vnější zdi.
V přístavbě jihovýchodního křídla původně kaple, nad ní výškově dominantní osmiboká věžička zvoničky (původně snad šestiboká, dle popisu nemovité kulturní památky v roce 1964) se stříškou v podobě helmice a vztyčeným křížkem. V severozápadním bočním křídle se dříve nacházela kuchyně.
Na severovýchodní straně čestného dvora tvoří nároží zámeckého areálu dvě hospodářské budovy, původně také s konírnou, oddělené od zámeckého pavilonu stavební prolukou s oplocením, způsobem stavebního uspořádání typické pro baroko. Mezi hospodářskými objekty v severovýchodní části nádvoří tři plotová pole s kovanou mříží, prostřední tvoří dvoukřídlá brána vjezdu na zámecké nádvoří.
Mezi hospodářskou budovou a zámeckým pavilonem na každé straně nádvoří (severozápadní a jihovýchodní část) také tři plotová pole s kovanou mříží, v prostředním branka.
Členění zámeckého areálu je rozvrženo do kříže (SV – JZ a SZ – JV), osová souměrnost zvýrazněna dlážděnými cestami nádvoří, v podélném směru (SV – JZ) spojuje hlavní cesta vchod v čele středního pavilonu s vjezdem do zámeckého areálu (brána od příjezdové komunikace). V kolmé ose na hlavní cestu, ve stavební proluce mezi křídly zámeckého pavilonu a hospodářskými budovami (SZ – JV), směřují cesty k bočním brankám v oplocení s kovanou mříží.

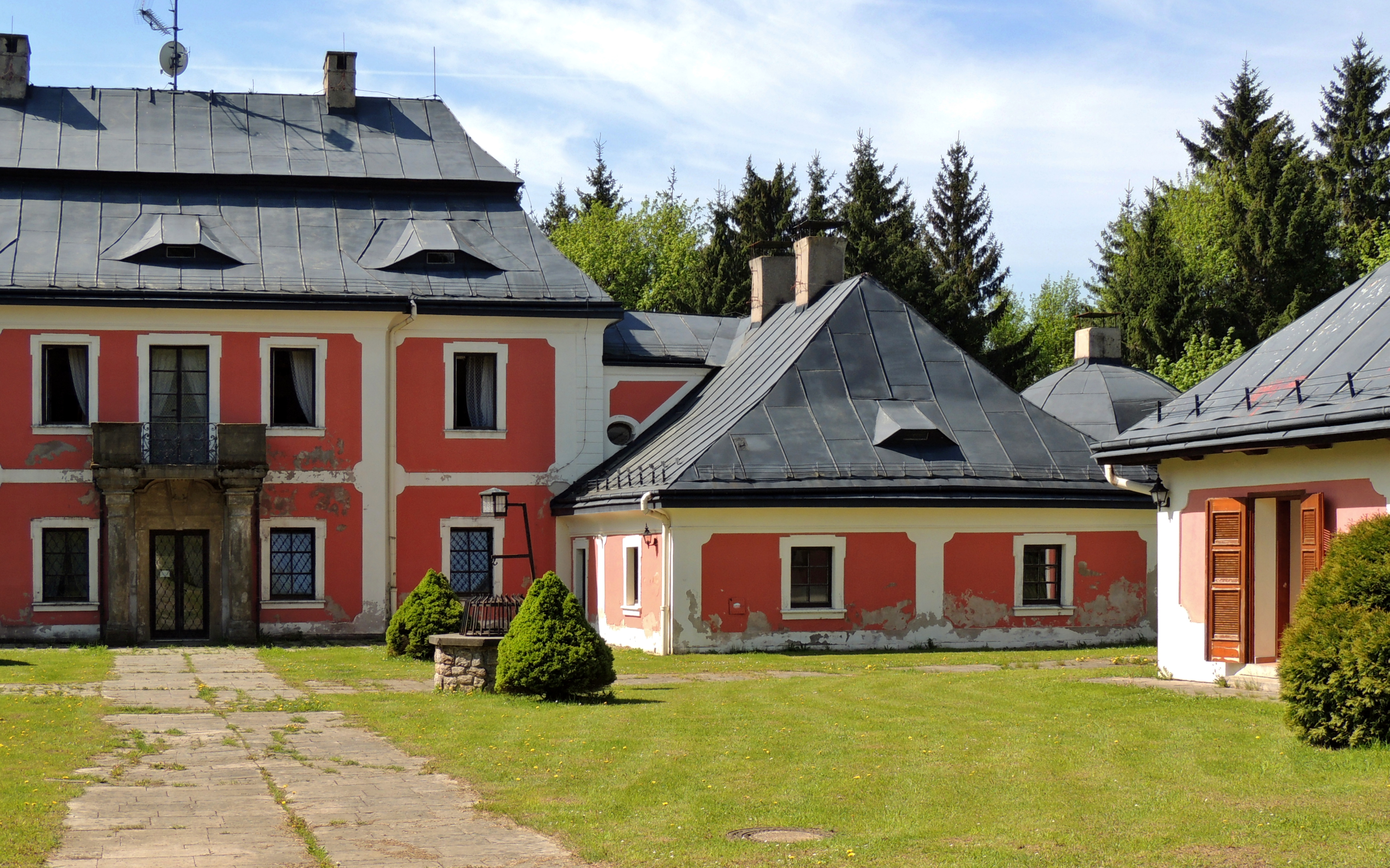
Část zámeckého areálu s bočním křídlem k severozápadu, na nádvoří stylové ohniště z 20. století (pohled od vjezdu do nádvoří, rok 2014)

Plotová pole včetně vjezdové brány jsou osazená mezi zděné hranolové pilíře, na nich po straně zámeckého areálu původně kamenné vázy, u vjezdu pískovcové skulptury, pravděpodobně ve stylizovaném postavení koně. Na nádvoří symetricky vysázené a ve vzrůstu tvarované dřeviny, ve 20. století na dvoře vybudováno stylové ohniště, nad ním zavěšená lucerna.
Podélná osa hlavního zámeckého pavilonu se dvěma křídly a na ně navazujícími přístavbami je dlouhá zhruba 56 m a člení se na 18 m dlouhý střední pavilon, po obou stranách s 11 m širokými bočními křídly a na ně navazujícími 8 m dlouhými přístavbami. Stavba má půdorys sestávající z několika osově souměrných geometrických prvků.
Nad maximální šířku (asi 40 m) zámeckého nádvoří, omezenou plotovými díly mezi budovami, předsazeny směrem k severozápadu a k jihovýchodu přístavby bočních křídel (přibližně o 8 m). Přístavby stavebně propojené v kolmé ose na střed delší strany bočních křídel středního zámeckého pavilonu. Vnější zeď přístavby půlkruhovitě zakončená (poloměr cca 4 m), na přístavbách střešní konstrukce v podobě kopule (též kupole).

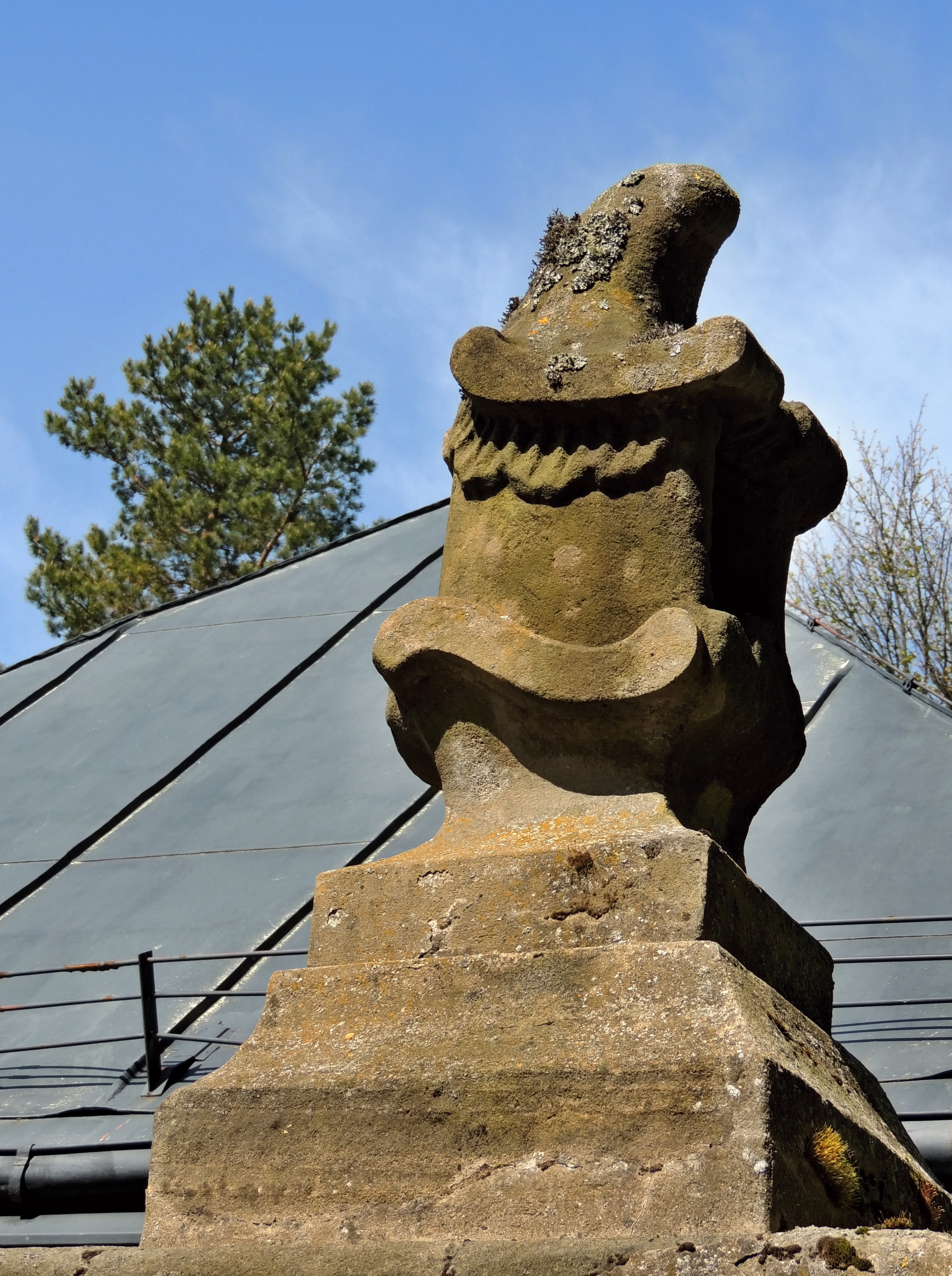
Kamenná skulptura na zděném pilíři u vjezdové brány do nádvoří zámku (rok 2014)

Vjezd do nádvoří od severovýchodu, na zámecký komplex navazuje krajinná kompozice se stromovou alejí vysázenou ve směru lesní lokality, podél cesty klesající na severovýchodním svahu vrchu Karlštejn směrem k Čachnovu, původně k oboře pro černou zvěř. V současnosti zbytky stromové aleje v délce asi 120 m k hrázi plochou malého rybníka, vybudovaného v prameništi zdrojnice potoka Brodek (severovýchodně od zámeckého areálu).
Na jihozápadní, odvrácené straně středního zámeckého pavilonu (vně zámeckého areálu) dvouosý rizalit se dvěma vstupy do objektu z nízké terasy, před ní vybudován ve 20. století bazén na okraji zalesněného strmého srázu. Jihovýchodně od zámeckého areálu technické zázemí pro vytápění objektů. Směrem k severozápadu vedena místní komunikace sídelní lokalitou Karlštejn do obce Svratouch, lesní cesta severovýchodním směrem k vesničce Čachnov (část obce Krouna).
Vnitřní dispozice a vybavení stavebních objektů jednotlivými vlastníky v průběhu času účelově stavebně upravovaná. Situační popis zámeckého objektu a navazující krajiny se vztahuje k roku 2014, před zahájením stavebních úprav a renovace zámeckého areálu.

## Turistika
Před zámeckým areálem ukončena místní komunikace (po ní cyklistická trasa 4120) z obce Svratouch. V turistické mapě Žďárské vrchy (mapový list č. 48), vydané Klubem českých turistů, uveden zámek jako rokokový. V prodeji turistická známka č. 756, zámek pro veřejnost přístupný (restaurace, ubytování, galerie).
K zámeckému areálu vedou dvě značené turistické trasy, před zámkem turistický rozcestník Karlštejn. Červená trasa v úseku Svratka – Karlštejn – přírodní památka Rybenské Perničky – Pustá Rybná, modře značená v úseku Čachnov – Karlštejn – přírodní památky Zkamenělý zámek, Milovské Perničky – přírodní rezervace Čtyři palice – Křižánky.

## Galerie

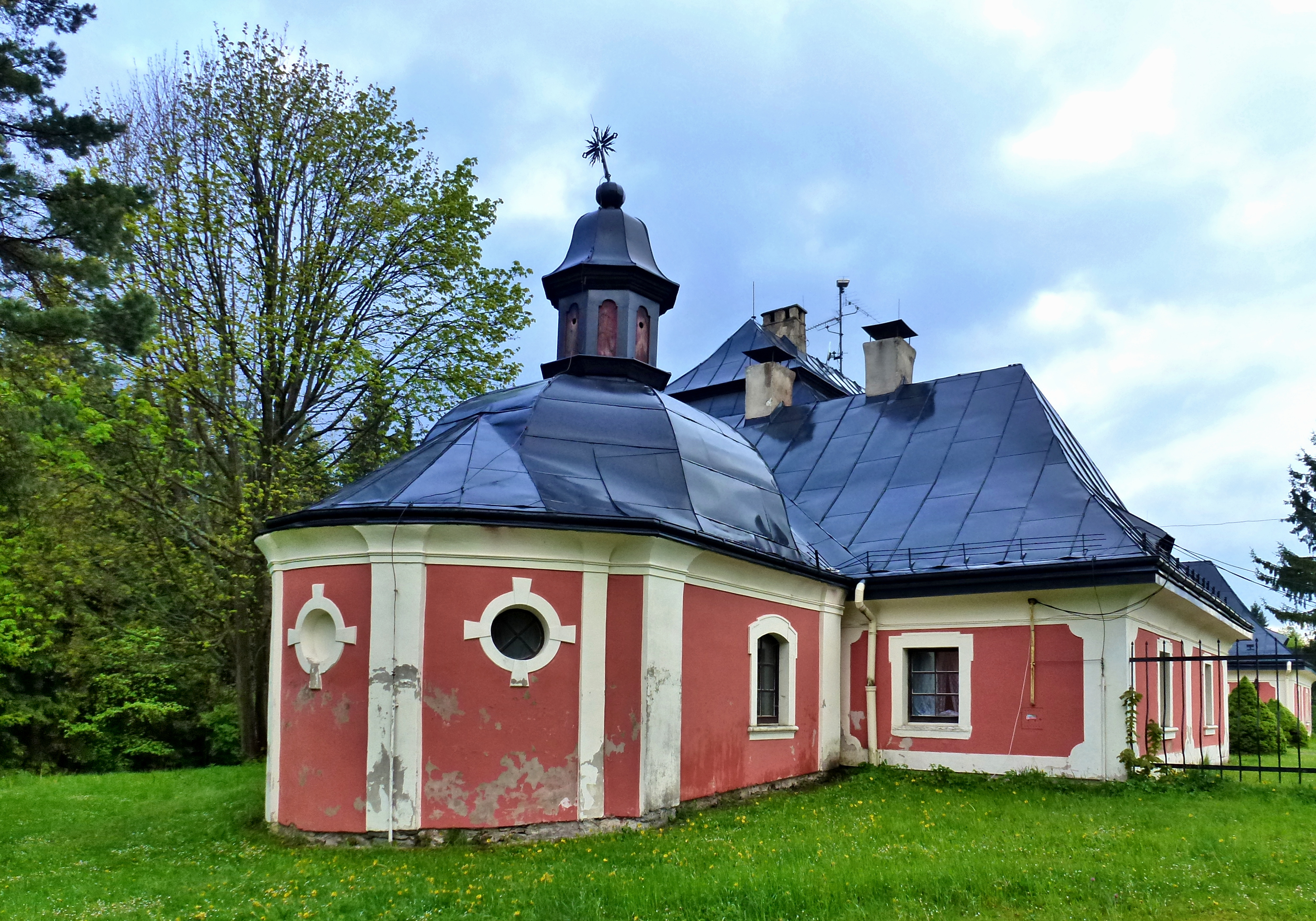
Přístavba s kaplí, nad kupolí dominantní osmiboká věžička se stříškou v podobě helmice (stav rok 2014)
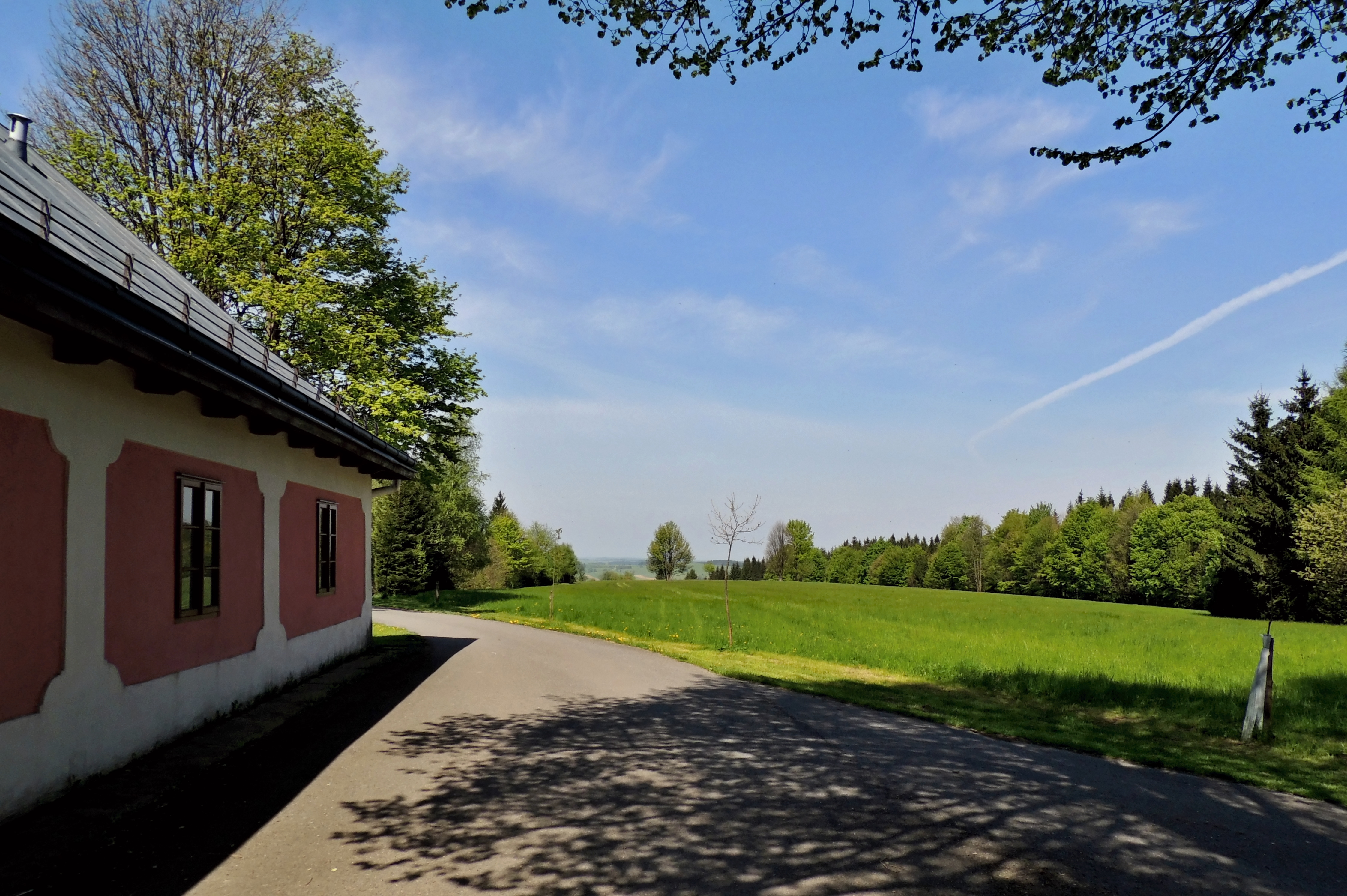
Vlevo část hospodářské budovy zámeckého areálu při pozemní komunikaci směrem k obci Svratouch
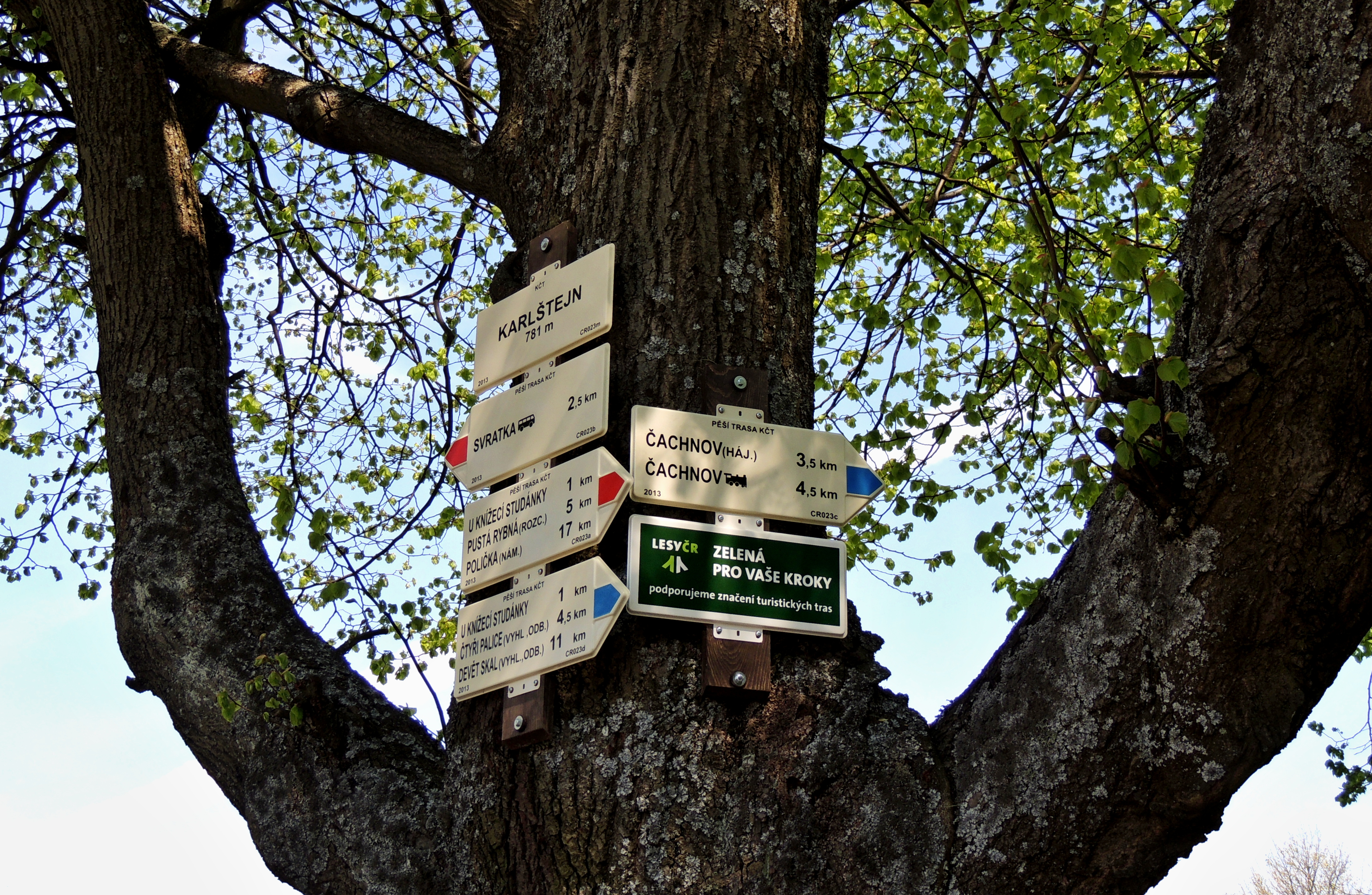
Turistický rozcestník Klubu českých turistů před zámeckým areálem
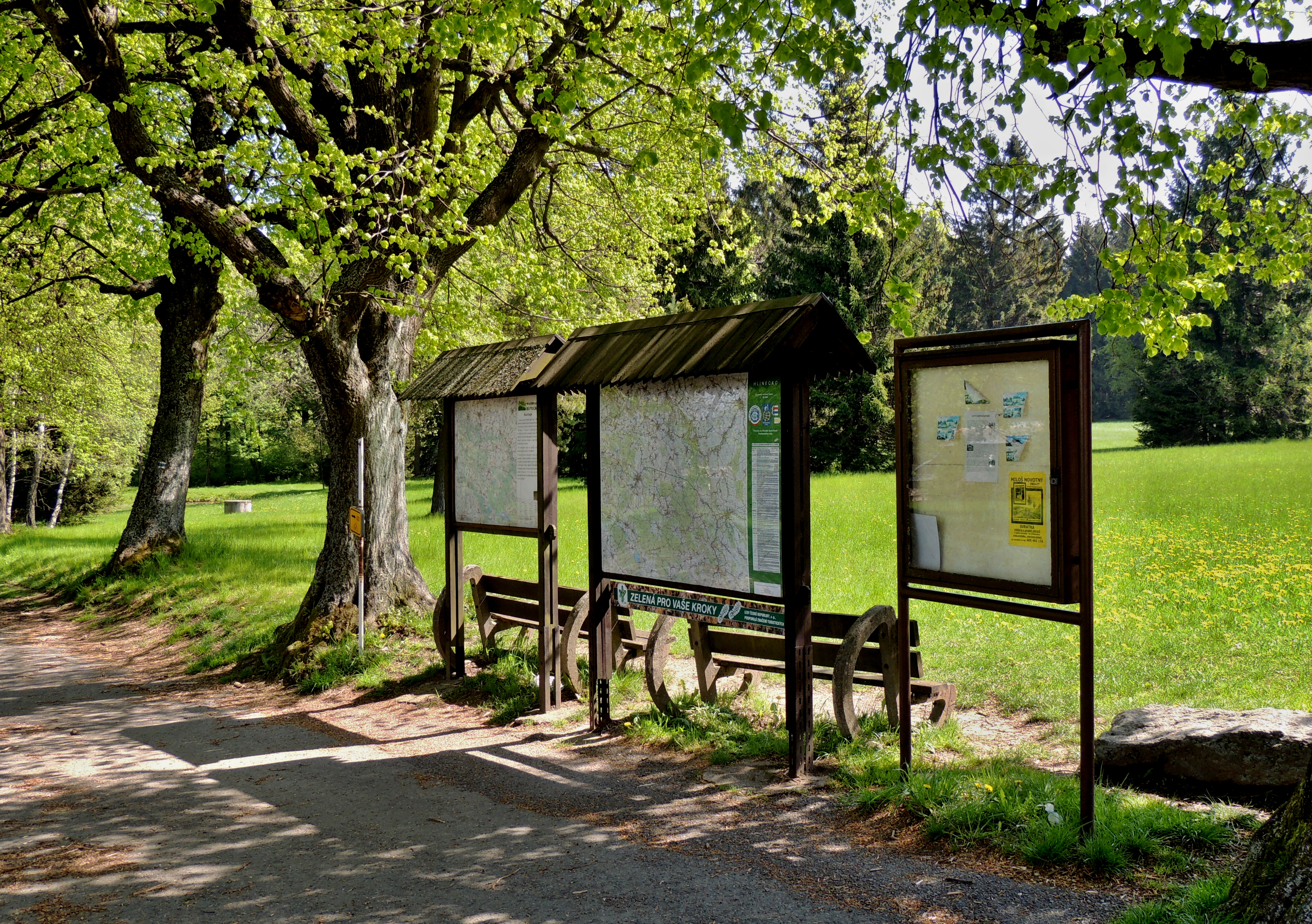
Informační tabule a turistická mapa na začátku aleje u loveckého zámku Karlštejn
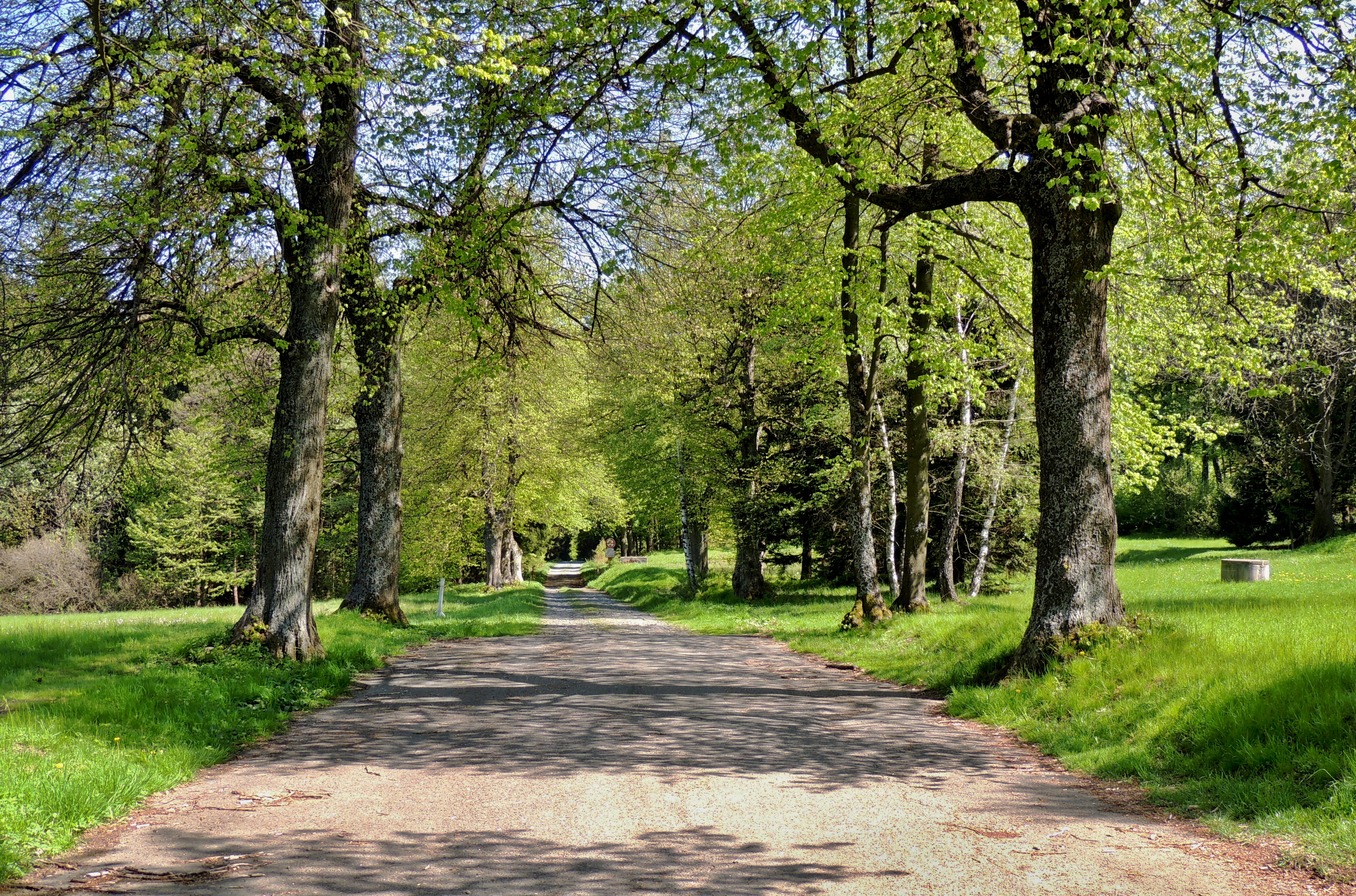
Část původní aleje podél cesty vedoucí od zámeckého areálu k lesní lokalitě ve směru na Čachnov
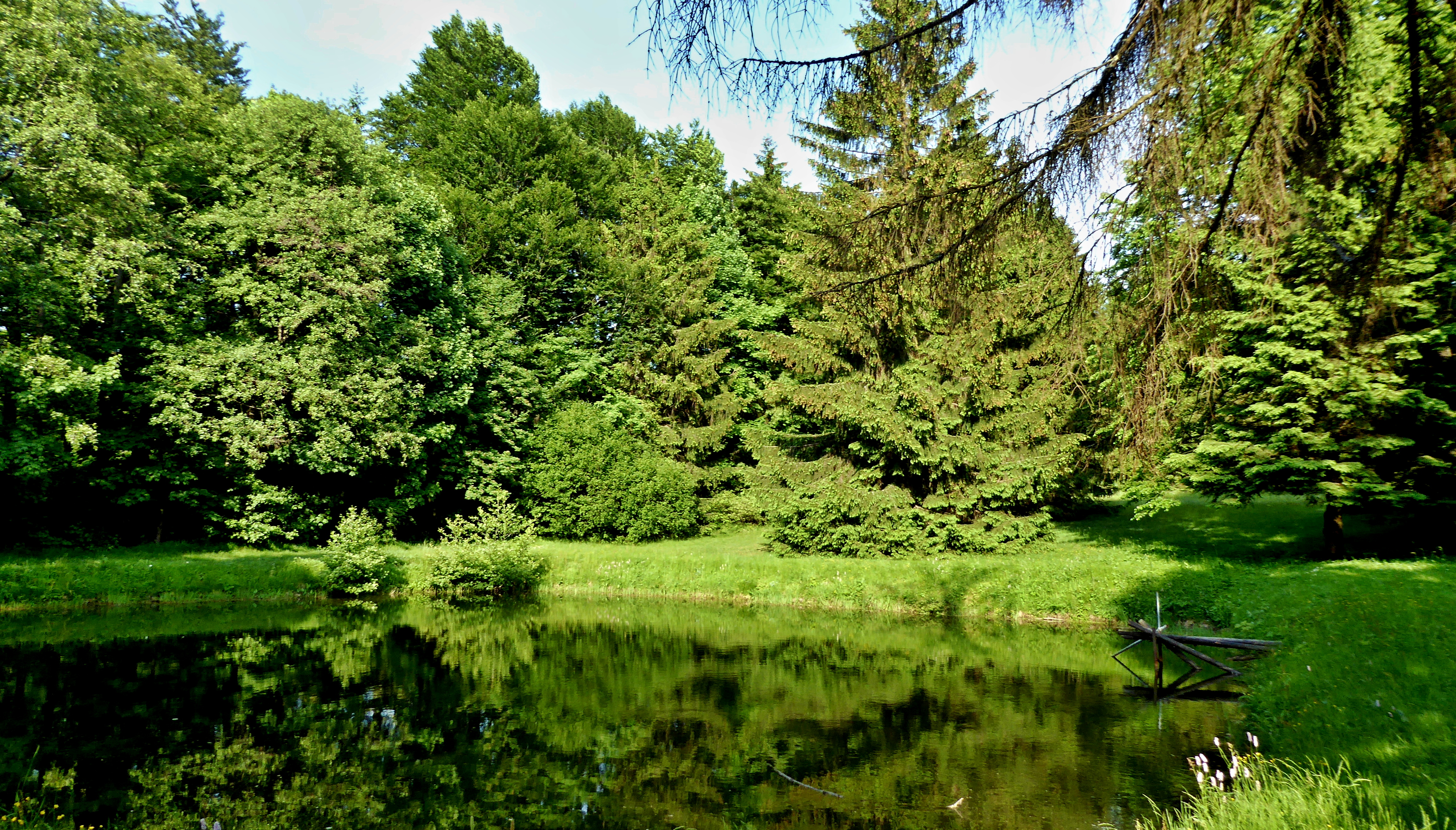
Plochou malý rybník na konci aleje, u lesní lokality severovýchodně od zámeckého areálu
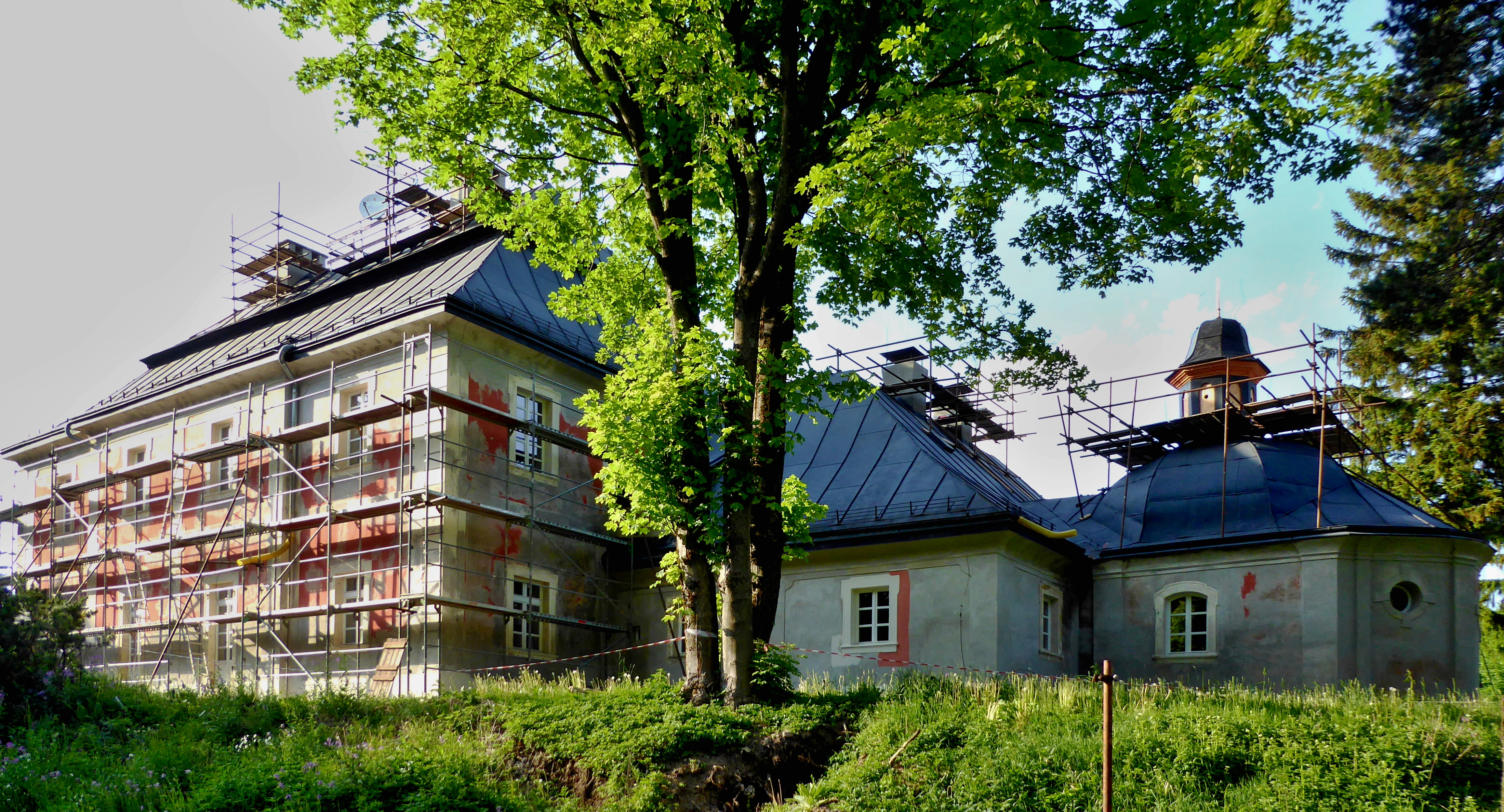
Stavební renovace loveckého zámku Karlštejn, pohled od jihovýchodu (rok 2018)
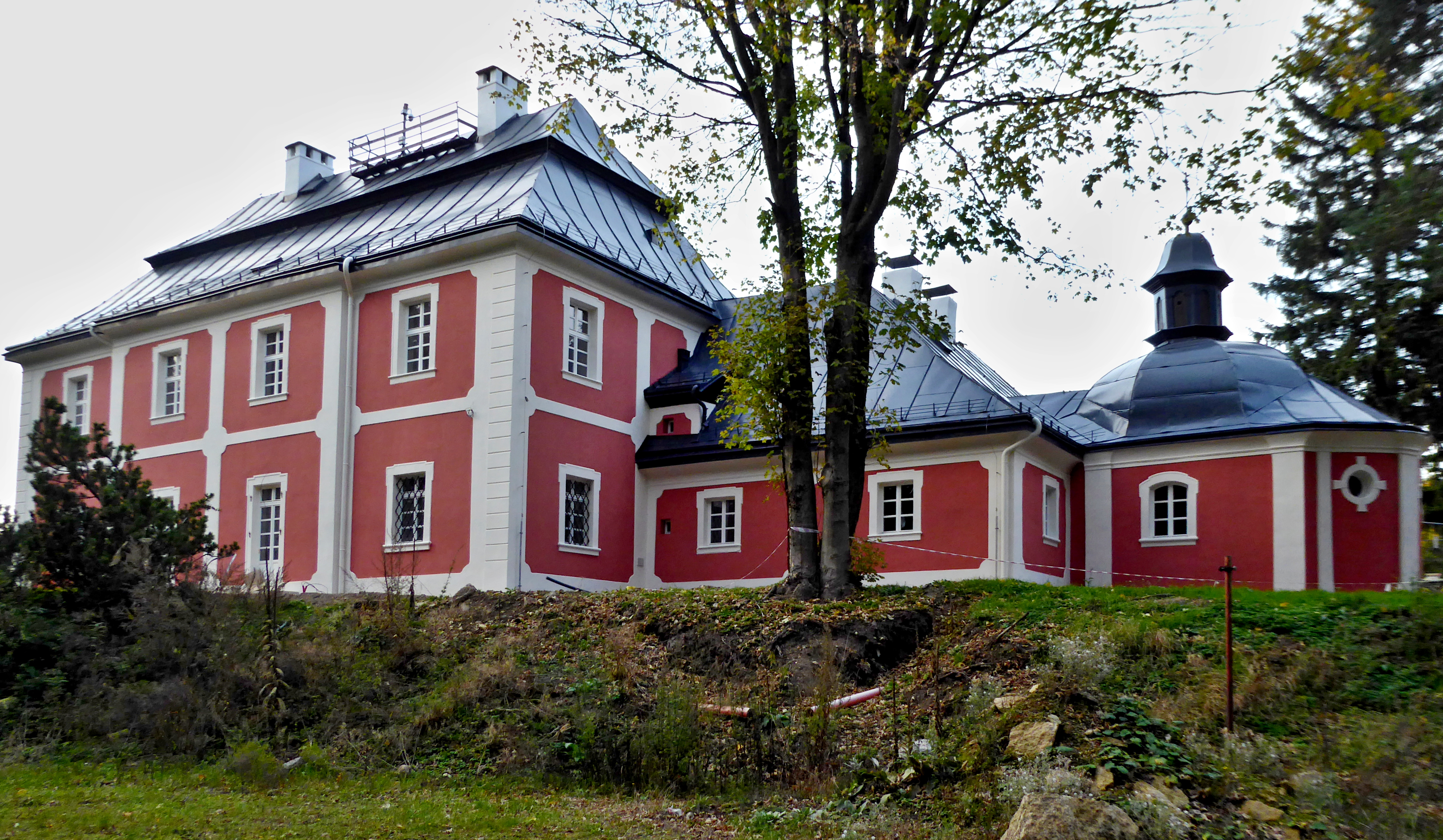
Hlavní zámecký pavilon a jihovýchodní křídlo s přístavbou zámecké kaple po renovaci (rok 2019)
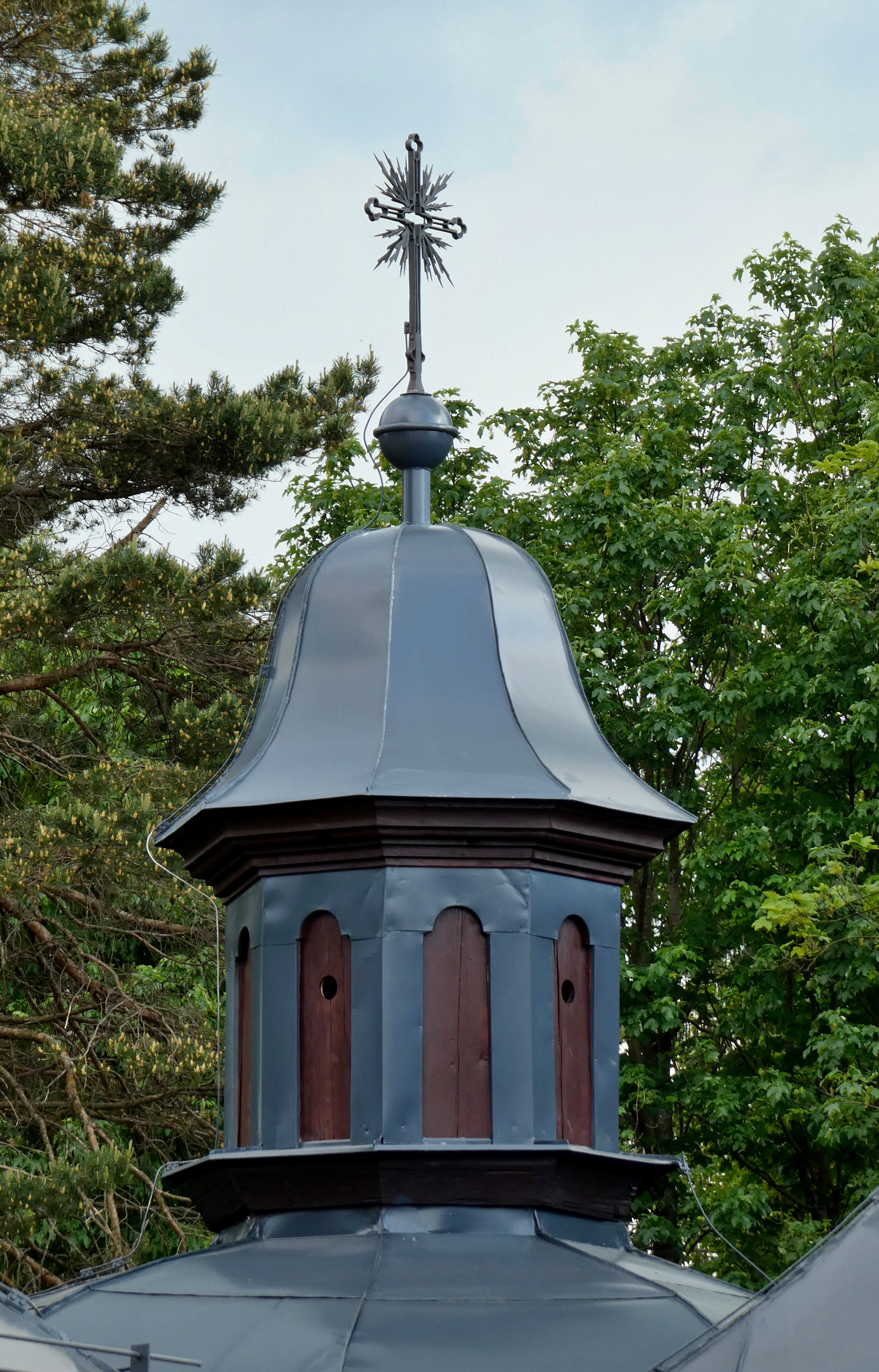
Osmiboká zvonička s křížkem nad zámeckou kaplí po renovaci (rok 2019)
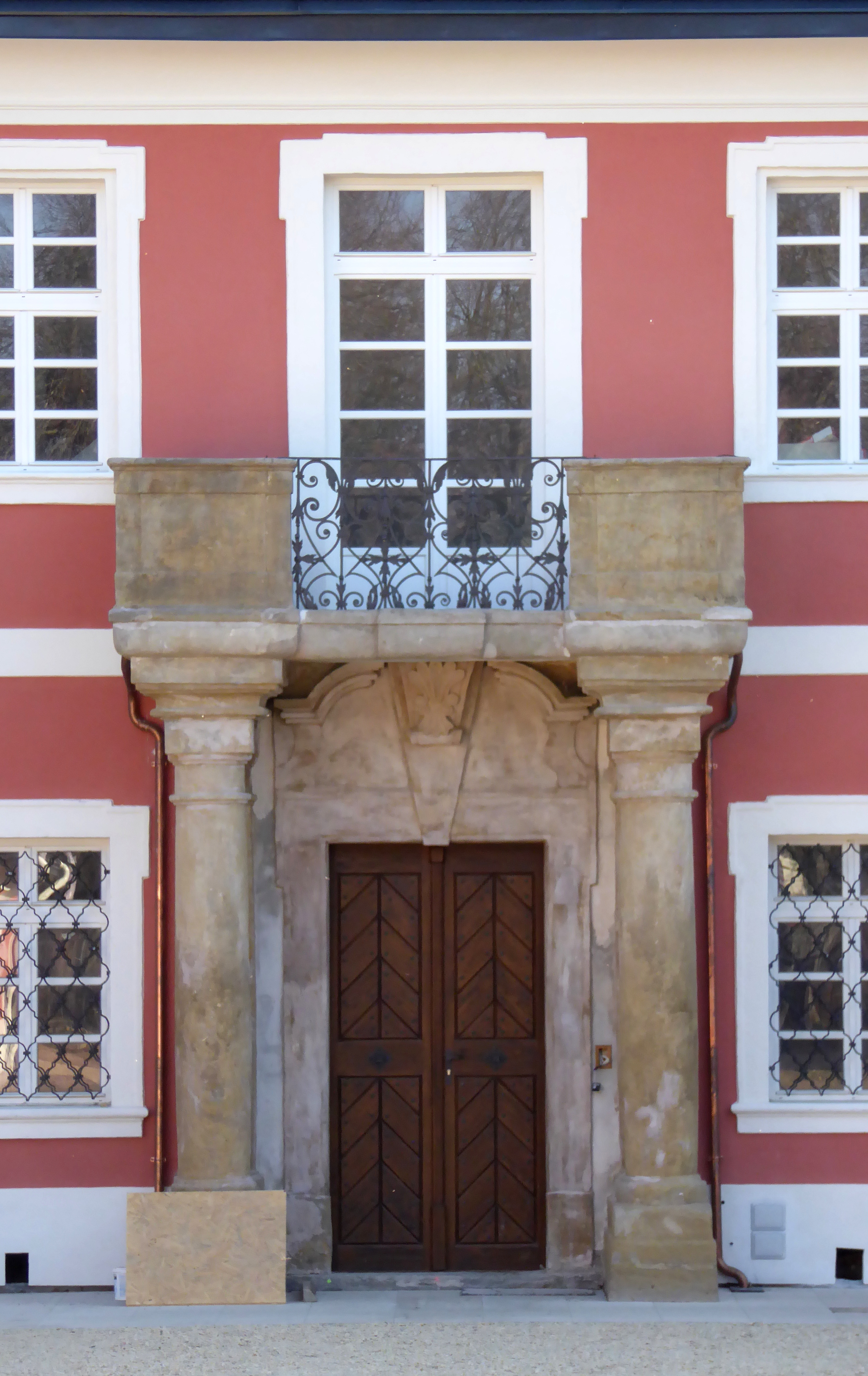
Hlavní vstup z čestného nádvoří do zámeckého pavilonu, stav po renovaci (rok 2019)
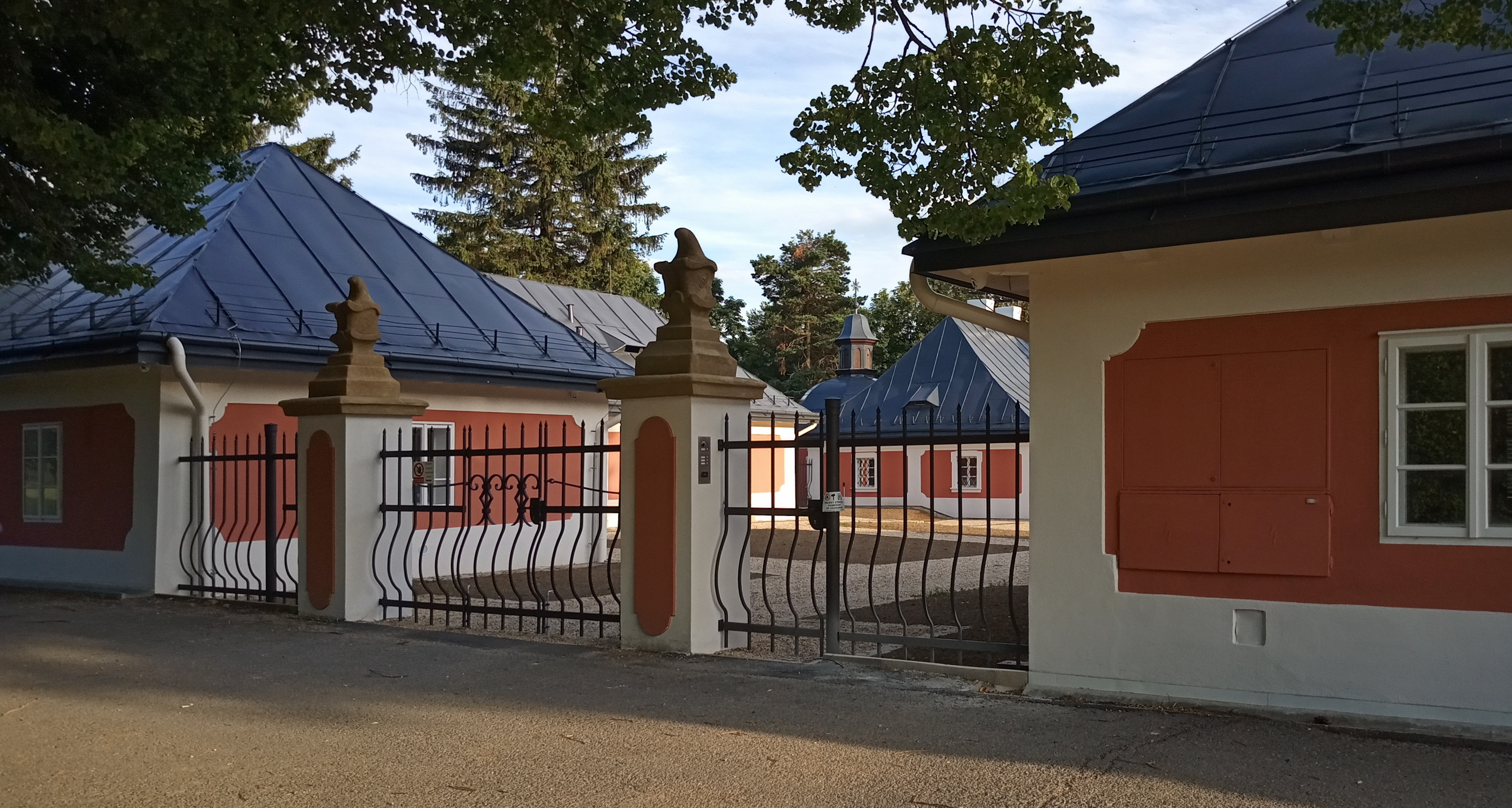
Lovecký zámek Karlštejn, hlavní vjezd a vstup na čestné nádvoří, po renovaci (rok 2019)
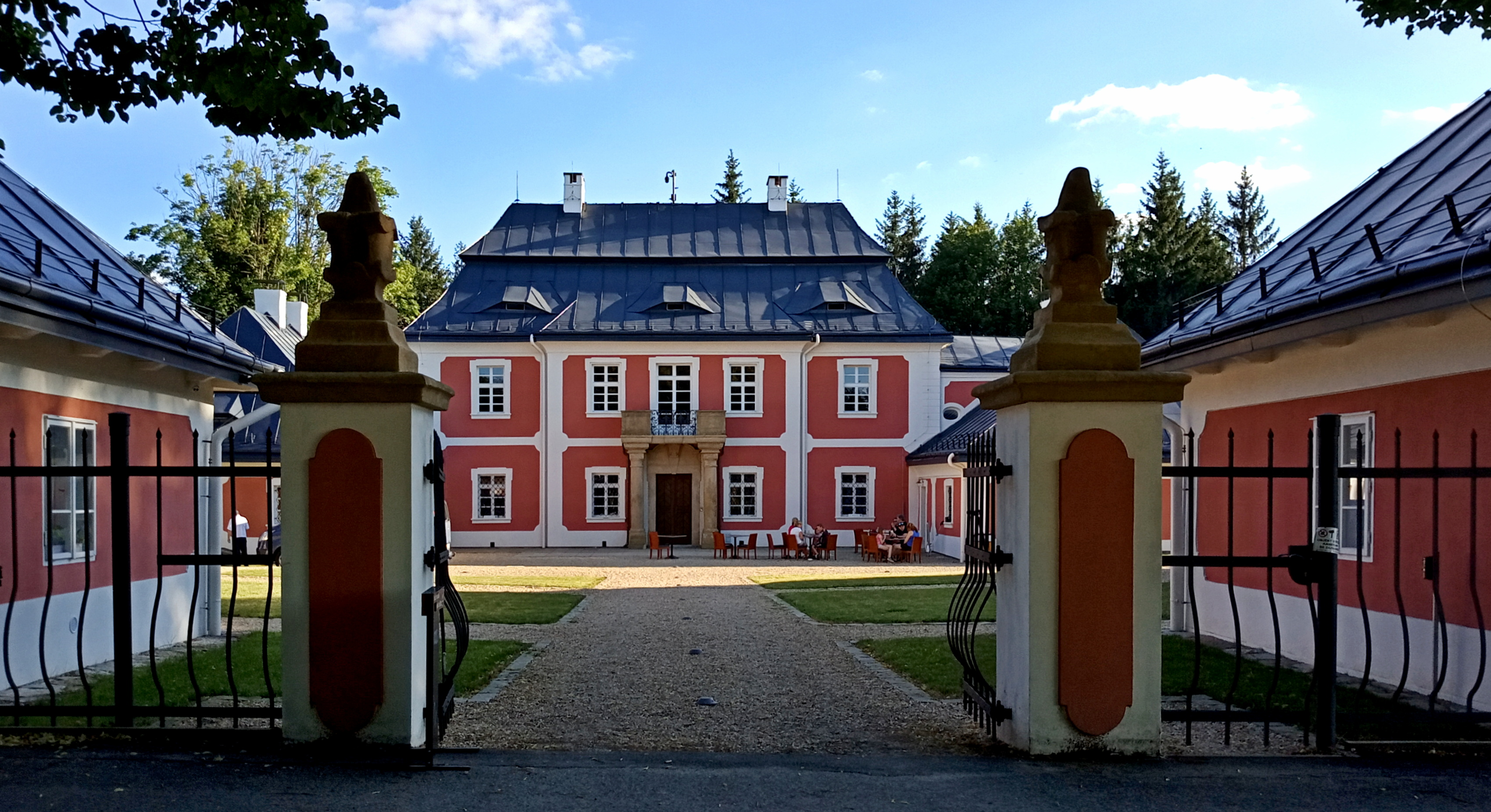
Lovecký zámek Karlštejn po renovaci (2014–2020) otevřen v červenci 2020 veřejnosti (služby).